# Google Browser Sync
Google Browser Sync est une extension pour Firefox permettant à tout utilisateur possédant un compte Google de synchroniser différentes informations du navigateur web (dont certaines préférences) entre plusieurs ordinateurs reliés à Internet. Cette extension a été lancée le 8 juin 2006 sur le site Google Labs, et n'est pour l’instant disponible qu’en version bêta.
Concrètement cette extension offre la possibilité à l’utilisateur d’enregistrer sur son compte Google les informations suivantes : cookies, mots de passe, marque-pages, historique de navigation, fenêtres et onglets ouverts.
Pour des raisons de sécurité, les données peuvent être chiffrées à l’aide d’un code PIN alphanumérique ce qui en théorie rend impossible la lecture de ces données à tout autre personne (même Google). Les mots de passe et les cookies sont quant à eux toujours chiffrés.

## Google Browser Sync et Firefox3
Actuellement, l'extension est encore en version bêta et ne fonctionne qu'avec Firefox 1.5 et 2. mais n'est pas compatible avec Firefox 3. Google n'a pour l'instant pas annoncé l'intention de mettre à jour l'extension afin d'assurer la compatibilité avec Firefox 3, la page du plugin n'a pas été mise à jour depuis le 3 août 2006.
À la suite de discussions sur Google Groupes, un article a été publié pour démontrer l'intérêt et le niveau de soutien pour cette mise à jour. Des informations ont également été amenées, faisant part des difficultés contraignantes pour une éventuelle mise à jour, dû au nouveau système de Firefox 3 - ce qui signifie qu'une révision complète serait nécessaire de la part de Google afin d'effectuer ces changements.

## Le Code Source
Depuis le mois de juin 2008 le code source de google browser sync est disponible sur Google Code à cette adresse. En voici l'arborescence dans le SVN à cette adresse